# Strongygaster australasiae
Strongygaster australasiae är en tvåvingeart som först beskrevs av Malloch 1930.  Strongygaster australasiae ingår i släktet Strongygaster och familjen parasitflugor. Inga underarter finns listade i Catalogue of Life.